# Высшее общество

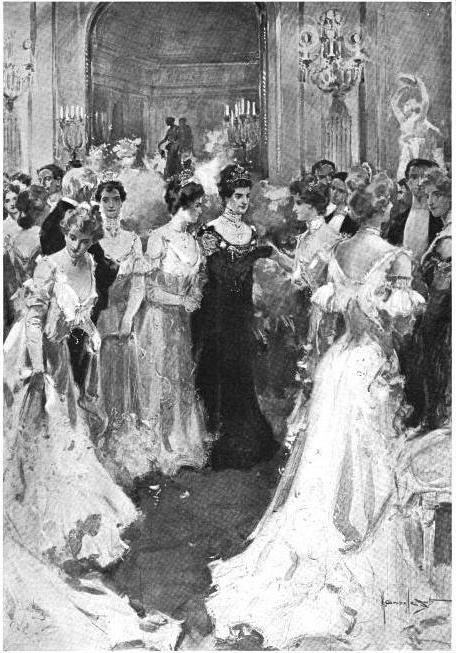
Кэролайн Астор и её гости, рисунок, 1902

Высшее общество (иногда просто «общество», также — «высший свет», «бомонд» — фр. beau monde, светское общество, «сливки общества») — замкнутый узкий круг людей с наивысшим уровнем богатства и социальным статусом.
Стиль жизни людей из высшего общества включает в себя приём в члены общества по родству, социальные мероприятия и другую деятельность.
В высококлассные социальные клубы принимали мужчин на основании их положения и роли в высшем обществе. Имена членов американского высшего общества публикуются в «Социальном реестре». Качество жилья, одежды, прислуги и питания были видимыми признаками принадлежности к высшему обществу.

## XIX век
Фаддей Булгарин в 1825 году описывал привычки общества большого света:
- первая — это визит, то есть посещение светских мероприятий в пристойном виде с засвидетельствованием почтения присутствующим;
- вторая привычка — это званый обед с изысканными блюдами в присутствии почётных гостей в нарядных одеяниях;
- третья привычка — это игра в карты за столом, крытым зелёным сукном;
- четвертая — балы и танцы;
- пятая — театр.

При этом у светского человека помимо приличного («всегда по последней моде») наряда должен быть экипаж.
Термин стал распространённым в конце XIX века, особенно после того, как новоприбывшие богачи начали строить большие особняки и проводить разрекламированные вечеринки в таких ключевых городах как Нью-Йорк, Бостон, Ньюпорт. СМИ привлекали к ним внимание, особенно газеты, которые посвящали целые разделы свадьбам, похоронам, вечеринкам и другим событиям, финансируемым местным высшим обществом. В крупных городах «Социальный реестр» публиковал список имён и адресов людей, должным образом принадлежащих обществу. Также появились неофициальные списки таких людей, например, в середине XIX века появился термин «высшая десятка», в которую входили 10 тысяч самых богатых жителей Нью-Йорка, а в конце XIX века — «400», считалось, что именно столько людей может вместить в себя бальный зал Кэролайн Астор, хотя на самом деле туда помещалось 273 человека.
Дебютантками называют девушек из высшего общества, которых впервые официально представляют на балах дебютанток или котильонах. Примером такого мероприятия является Международный бал дебютанток, который проводится в гостинице Уолдорф-Астория в Нью-Йорке.
В середине XIX века добыча золота и серебра значительно обогатила такие небольшие города как Сентрал-Сити и Ледвилл. Новые богачи обычно строили оперный театр в родном городе, а после переезжали жить в крупные города, особенно в Денвер и Сан-Франциско, где можно было лучше наслаждаться своим богатством. В то время как мужчины управляли коммерческими делами, женщины в высшем обществе обычно занимались переездами.
Начиная с открытия таких зданий с роскошными квартирами как Стьювесант (англ. Stuyvesant) в 1869 году и Дакота в 1884 году, богатые ньюйоркцы обнаружили преимущества жизни в квартирах, где штатный персонал занимался их обслуживанием и обеспечивал охрану.
В большинстве французских городов богачи, часто с аристократическими титулами, поддерживали традиции высшего общества и в XX веке. Хозяйство с количеством слуг от десяти до двадцати демонстрировало склонность к показной трате денег. Богатейшие дома Парижа обычно нанимали 30 слуг. После 1945 года количество прислуги иссякло и члены высшего общества начали переезжать в городские квартиры в элитных районах.

## Искусство

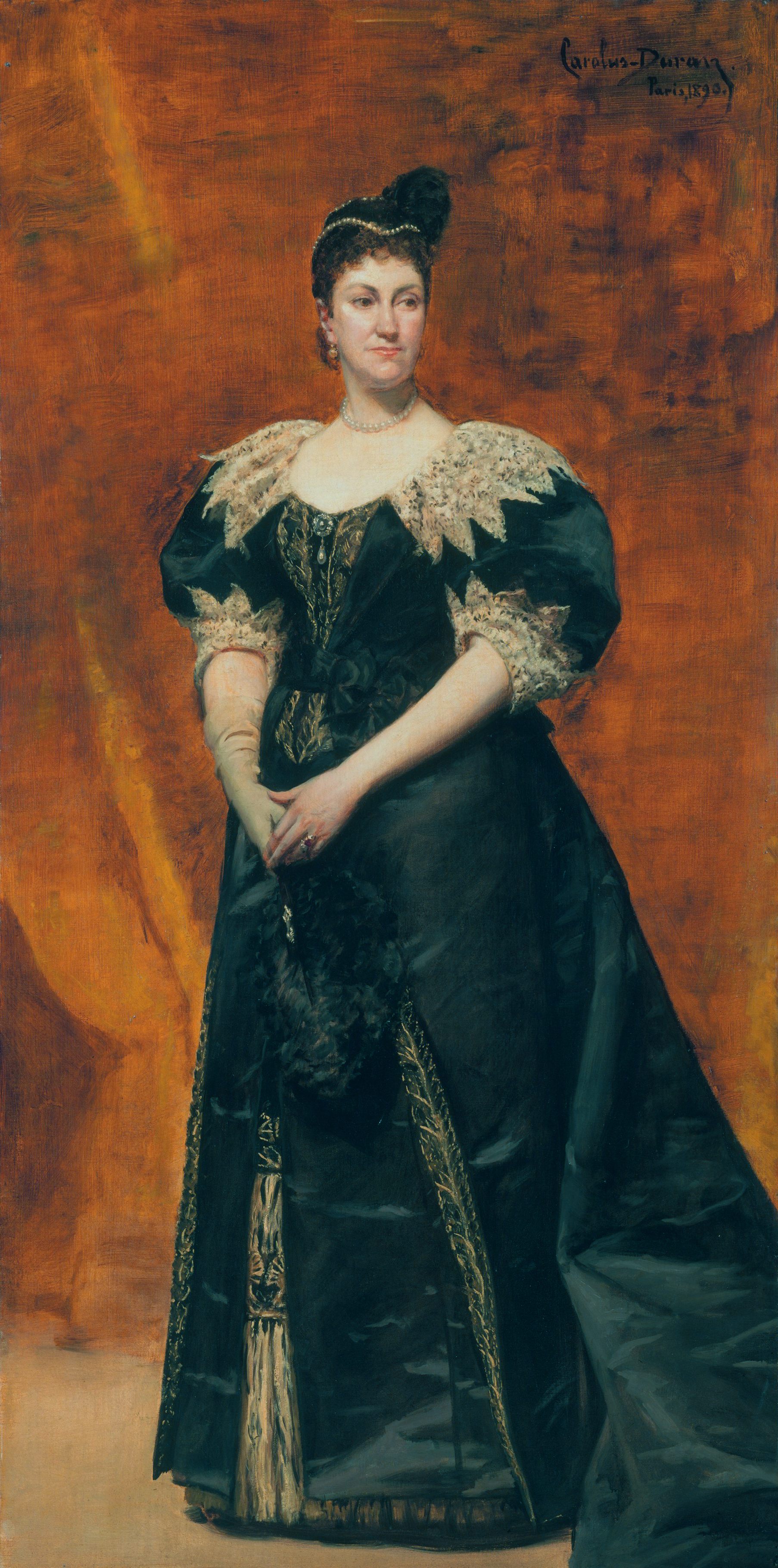
Кэролайн Астор, картина Каролюс-Дюрана 1890 года, представленная на Великой выставке портретов в 1894 году

Искусство в то время почти исключительно было связано с владением деньгами. Искусство в высшем обществе сосредотачивалось на поглощении культур со всего мира, привязке к выдающейся архитектуре прошлого, поддержке европейских художников. Особенностью культуры стало желание овладеть знаниями и предметами других культур или, по крайней мере, тщательно их копировать.
Владение редкими и ценными предметами было ещё одним способом показать престиж в высшем обществе. Искусство также было способом демонстрации вкуса и способности нанять подходящего художника или выбрать лучшее произведение искусства для украшения дома.

### Портреты
Портретисты были очень востребованы в Лондоне. В то же время, американские художники переключили своё внимание с великих пейзажей Америки на написание портретов великих американцев. Тем не менее, историки-искусствоведы до конца XX века не обращали внимания на таких живописцев высшего общества, как Джон Сингер Сарджент (1856—1925).
Портретная живопись стала самым популярным видом искусства среди высшего общества и служила доказательством достижений его членов.

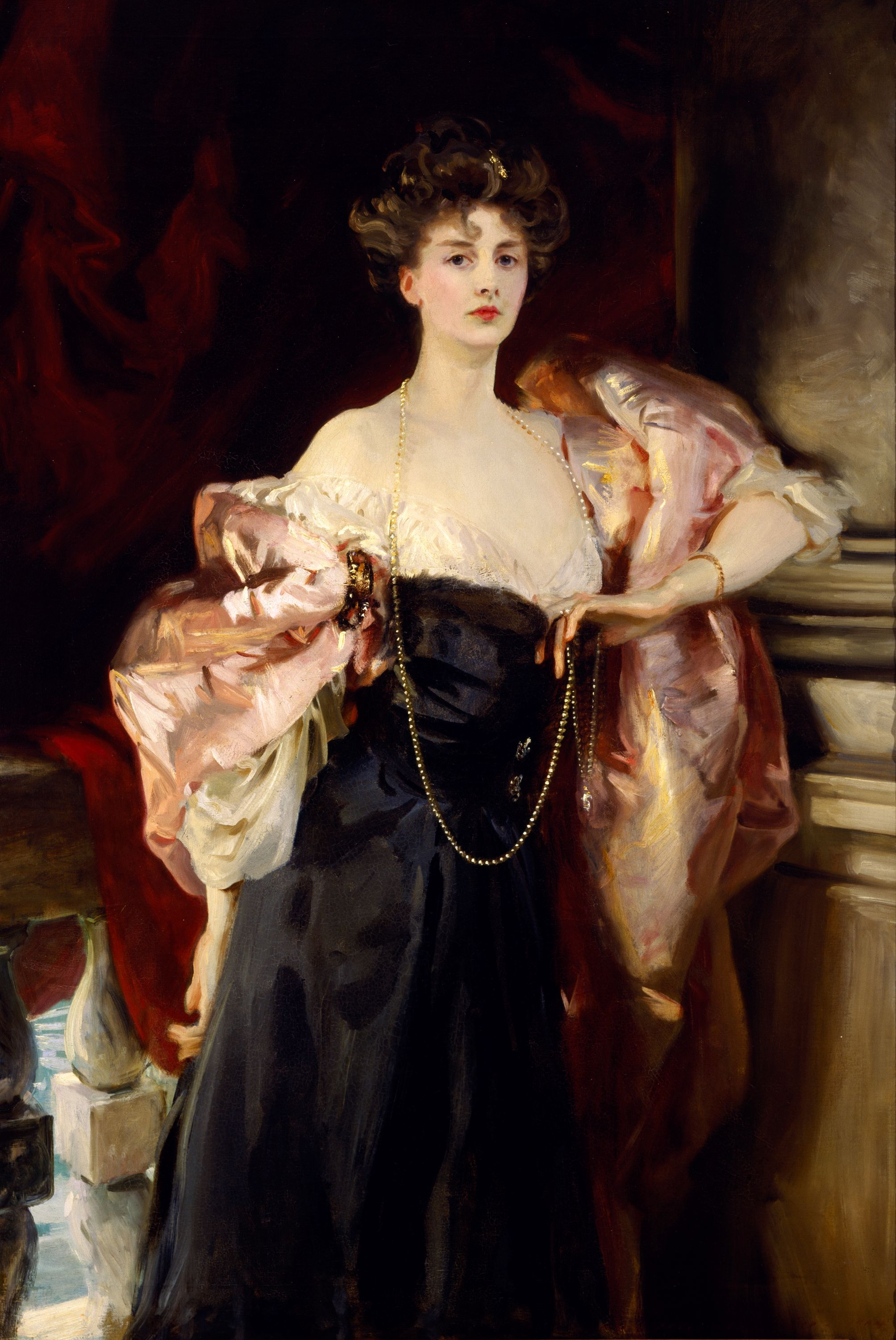
«Портрет леди Хелен Винсент», Дж. С. Сарджент, 1904

В Нью-Йорке была запущена Великая выставка портретов (англ. Great Portrait Exhibition) для высшего общества. Выставка стала местом, где люди могли увидеть кто есть кто в нью-йоркском обществе, внимание больше уделялось именам людей, изображённых на картинах, чем качеству портрета. Художественное сообщество же больше заботилось о качестве живописи, что превратило искусство в замкнутый круг с тесной связью между покровителем, художником и критикой.

### Архитектура
Стэнфорд Уайт (1853—1906) был наиболее влиятельным архитектором в высшем обществе. Оно было также увековечено через строительство поместий в стиле декаданса с деталями, напоминающими Ренессанс и викторианскую готику. Массивные дома выделялись в таких плотно застроенных городах, как Нью-Йорк, их строили на основных проспектах города, принадлежавших богачам или среднему классу, подальше от многолюдных и замусоренных бедных районов, в которых жил рабочий класс. Ричард Моррис Хант сыграл важную роль в удовлетворении запросов высшего общества, проектировав дома, которые представляли их космополитическое мировоззрение и затмевали всё вокруг.

## Социология
Социальные группы играют важнейшую роль в формировании представителей высшего общества. Обычно они обязаны круглый год посещать общественные мероприятия, а также организовывать такие собрания у себя дома. Социологической особенностью является использование социального капитала, чтобы получать приглашения и посещать определённые мероприятия. Члены высшего общества, как правило, знают о связях, которые нужно установить, чтобы подняться по социальной лестнице.

## Последние десятилетия
Высшее общество менее заметно в XXI веке, начала больше цениться приватность, а очень дорогое жильё не так бросается в глаза обычным прохожим, как знаменитые старые поместья. Стало намного меньше прислуги, намного больше внимания уделяется охране и безопасности. Особой популярностью пользуются отдалённые горнолыжные курорты в таких местах, как Вейл и Аспен. Качество жилья всё ещё считается важным. Зажиточные люди Нью-Йорка обычно ищут квартиры, расположенные недалеко от хороших школ, ресторанов, музеев, в домах с величественной архитектурой, со скрупулёзным вниманием к деталям, с паркетом из ценных пород дерева, лепными украшениями, латунными дверными ручками и другими изделиями ручной работы.
Филантропия является очень престижным видом деятельности. Как в случае с одной известной наследницей, её «миллионы часто шли на поддержку учреждений, направленных на улучшение жизни менее удачливых ньюйоркцев, — библиотек, университетов, больниц, общественных парков и природоохранных групп». Социолог Фрэнси Островер (англ. Francie Ostrower) утверждает: «Богачи превращают филантропию в целый образ жизни, который служит средством социальной и культурной жизни их класса. Это отражено в распространении популярности образовательных и культурных целей среди жертвователей».